# Жайме Альвареш Перейра де Мелу, 3-й герцог Кадавал
Жайме I Альвареш де Перейра де Мелу (1 сентября 1684 — 29 мая 1749) — португальский дворянин и государственный деятель, 3-й герцог де Кадавал (1727—1749), 5-й маркиз де Феррейра и 6-й граф де Тентугал (1727—1749).

## Биография
Третий сын Нуно Альвареша Перейра де Мелу (1638—1727), 4-го маркиза Феррейра и 5-го графа Тентугала (1645—1727), 1-го герцога Кадавала (1645—1727), от третьего брака с французской принцессой Маргаритой де Лоррен-Арманьяк (1662—1730), дочерью Луи де Лоррена, графа д’Арманьяка.
Шталмейстер королей Португалии Педру II (1683—1706) и Жуана V (1706—1750).
С 1713 года член государственного и военного совета.
В январе 1727 года после смерти своего отца Жайме Альвареш Перейра де Мелу унаследовал титулы герцога де Кадавала, маркиза де Феррейра и графа де Тентугал.

## Семья и дети
1-я жена с 16 сентября 1702 года Луиза Португальская (9 января 1679 — 23 декабря 1732), внебрачная дочь короля Португалии Педру II и вдова его старшего брата Луиша Амбозио (1679—1700), 2-го герцога де Кадавал. Первый брак был бездетным.
2-я жена с 12 августа 1739 года французская принцесса Генриетта Жульенна Габриэль де Лоррен-Ламбеск (3 октября 1724 — 24 марта 1761), дочь Луи де Лоррена, принца де Ламбеска, и Жанны Генриетты Маргариты де Дюрфор. Дети от второго брака:
- Нуно Каэтано Перейра де Мелу (17 ноября 1741, Педросуш — 29 февраля 1796, Лиссабон), 4-й герцог Кадавал (1749—1796)
- Жуана Каэтана (9 сентября 1743, Лиссабон — 20 сентября 1745, Лиссабон)
- Маргарита Каэтана (род. 15 июня 1745, Лиссабон), муж — Диего Жозе де Менезес Норонья Коутиньо (ум. 14 апреля 1795), 5-й маркиз де Мариалва и 7-й граф де Кантаньеди
- Луиза (род. 15 декабря 1747, Лиссабон), муж — Мануэль да Кунха и Тавора (ум. 4 декабря 1795), 6-й граф де Сан-Висенте